# Lenguazaque
Lenguazaque es un municipio colombiano del departamento de Cundinamarca, ubicado en la Provincia de Ubaté, a 116 km de Bogotá.

## Toponimia

### Origen lingüístico[3]
- Familia lingüística:
- Lengua:

### Significado
El topónimo Lenguazaque, en muysc cubun (idioma muisca) quiere decir «fin de los dominios del zaque» o «faja de tierra del zaque», porque allí venía a descansar el zaque de Hunza (actual Tunja) y a bañarse en las aguas termales.

### Origen / Motivación
El nombre Lenguazaque fue dado al municipio por ser el nombre original del poblado a la llegada de los conquistadores europeos. Se dice que allí venía a descansar el zaque de Hunza (actual Tunja) y a bañarse en las aguas termales.

### Nombres históricos
- Sevilla (1539-1780)

## Geografía

### Límites municipales
Lenguazaque limita con los siguientes municipios:
| Noroeste: Guachetá (Río Lenguazaque) | Norte: Guachetá        | Nordeste: Ventaquemada ( Boyacá) |
| Oeste: Ubaté                         |                        | Este: Villapinzón                |
| Suroeste: Cucunubá                   | Sur: Suesca y Chocontá | Sureste: Villapinzón             |

## Historia
Los inicios del pueblo debió ocurrir con posterioridad al 20 de noviembre de 1559, cuando el oidor Tomás López prescribió la instrucción sobre la formación de nuevos pueblos de indios. El primer encomendero de Lenguazaque fue Lázaro López Salazar.
El 4 noviembre e 1555 llegó de visita  los indios y españoles para el día siguiente con el fin de proceder a su descripción. El 9 del mismo mes visitó la iglesia de la que era doctrinero Fray Pedro de Monteagudo. En esta visita nada consta sobre fundación de nuevo pueblo; sin embargo, aparece que Egas pobló en él a los de Gacha y Sinola. El 9 de noviembre de 1599 llegó el oidor Luis Enríquez; el día 30 hizo la descripción de los indios, que eran 688. El 12 de septiembre de 1636 inició sus visitas el oidor Juan de Valcárcel; para ese momento había 665 indios; por auto de la misma fecha se les reconoció para labranza de comunidad un pedazo de tierra para aplicar su producto para un hospital. En la visita del oidor Andrés Verdugo y Oquendo de 5 de abril de 1756 había 195 indios, de ellos 36 útiles. 
En la visita de José Antonio de Peñalver de 6 de mayo se reconoció la gran disminución de indios y la existencia de 487 vecinos en 108 familias. En vista de la disminución de los indios, hacia 1779 se consideró que no eran suficientes para formar pueblo y en consecuencia se decretó su extinción y agregación al de Guachetá. En 1780 fue erigido municipio con su antiguo nombre de Lenguazaque, pues anteriormente se llamaba Sevilla. De 1774 a 1785 fue cura José Domingo Duquensne, que en sus memorias dice que la iglesia fue erigida por el arzobispo fray Juan de los Barrios en 1556, es decir, creó la doctrina en dicho año, y fue consagrada a San Laureano.

## Economía
Sus principales actividades productivas son la extracción de carbón y la agricultura; es posible encontrar variedad de productos como la papa, remolacha, cebolla, etc., además de productos lácteos como el queso.

## Organización territorial
Lenguazaque está rodeado por montañas (excepto por la zona norte) y cuenta con un río del mismo nombre. Sus veredas son:
- Paicagüita
- Siatama
- Ramada Alta
- Ramada Flores
- Arenosas
- Chirvaneque
- Resguardo
- Espinal Alizal
- Espinal Carrizal
- Faracia Retamo
- Faracia Pantanitos
- Taitiva
- La cuba
- La glorieta
- El Salto
- Estancia Contento
- Estancia Alizal
- Tibita Hatico
- Tibita Centro
- Tibita El Carmen
- Gachaneca

## Movilidad
A Lenguazaque se llega por la Ruta Nacional 45A procedente desde Chía, pasando por Zipaquirá hasta Ubaté y de ahí por la variante de Cucunubá al oriente y en cercanías al río Lenguazaque se llega al casco urbano homónimo al norte.
También se llega por Chía por la Ruta Nacional 55 al oriente, siguiendo al norte por el río Bogotá hasta Villapinzón y de ahí al norte y occidente por el límite intermunicipal hasta llegar al casco urbano lenguazaquense. 
Hacia el norte, se sale para Guachetá y algunos municipios de Boyacá como Ráquira y San Miguel de Sema.

## Turismo
- Alto de la Copa.
- Artesanías: Figuras talladas en carbón mineral.
- Casa Municipal.
- Cascada Balconcitos.
- Cueva de Las Antiguas.
- Ermitas Religiosas.
- Estadio.
- La Y (Estación del Tren).
- Páramo de Peñalisa.
- Capilla del Divino Niño.
- Piedra Gorda.
- Río Lenguazaque.
- Túnel del tren Sector la Risaca.
- Pista de motocross.
- Festival de Sirenas del Mar - Embajadores de Territorios.